# Палевицьке сільське поселення
Пале́вицьке сільське поселення (рос. Палевицкое сельское поселение) — муніципальне утворення у складі Сиктивдинського району Республіки Комі, Росія. Адміністративний центр — село Палевиці.

## Населення
Населення — 1140 осіб (2017, 1161 у 2010, 1312 у 2002, 1753 у 1989).

## Склад
До складу поселення входять такі населені пункти:
| Населений пункт      | Населення, осіб (1989) | Населення, осіб (2002) | Населення, осіб (2010) |
| -------------------- | ---------------------- | ---------------------- | ---------------------- |
| Гавриловка, присілок | 289                    | 199                    | 98                     |
| Івановка, присілок   | 238                    | 218                    | 221                    |
| Палевиці, село       | 708                    | 636                    | 612                    |
| Пичим, селище        | 228                    | 22                     | 15                     |
| Сотчемвив, присілок  | 266                    | 216                    | 200                    |
| Тупицино, присілок   | 24                     | 21                     | 15                     |